# Карлов (Мекленбург)
Карлов (њем. Carlow) општина је у њемачкој савезној држави Мекленбург-Западна Померанија. Једно је од 91 општинског средишта округа Нордвестмекленбург. Према процјени из 2010. у општини је живјело 1.265 становника. Посједује регионалну шифру (AGS) 13058018.

## Географски и демографски подаци
Карлов се налази у савезној држави Мекленбург-Западна Померанија у округу Нордвестмекленбург. Општина се налази на надморској висини од 43 метра. Површина општине износи 31,3 km². У самом мјесту је, према процјени из 2010. године, живјело 1.265 становника. Просјечна густина становништва износи 40 становника/km².